# Rhyacophila kisoensis
Rhyacophila kisoensis är en nattsländeart som beskrevs av Tsuda 1940. Rhyacophila kisoensis ingår i släktet Rhyacophila och familjen rovnattsländor. Inga underarter finns listade i Catalogue of Life.